# Astragalus magistratus
Astragalus magistratus là một loài thực vật có hoa trong họ Đậu. Loài này được Maassoumi & al. miêu tả khoa học đầu tiên.